# Talitha Getty
Talitha Getty (* 18. Oktober 1940 auf Java als Talitha Dina Pol; † 11. Juli 1971 in Rom) war eine Schauspielerin und Stilikone der 1960er Jahre.

## Leben
Talitha Dina Pol wurde am 18. Oktober 1940 auf Java geboren. Ihr Vater war Willem Jitts Pol (1905–1988) und ihre Mutter war Poppet John (1912–1997), die Tochter des Malers Augustus John. Im Zweiten Weltkrieg wurde sie zusammen mit ihrer Mutter in einem japanischen Gefängnis gefangengehalten, ihr Vater wurde in einem separaten Camp untergebracht. Nach dem Krieg ging sie mit ihrer Mutter nach Großbritannien, wo sie in London an der Royal Academy of Dramatic Art (RADA) studierte.

### 1960er Jahre
Am 10. Dezember 1966 heiratete sie den Philanthropen und Geschäftsführer einer Ölfirma John Paul Getty II. Sie wurden Teil der Swinging-London-Modeszene und waren unter anderem mit Mick Jagger befreundet.
John Paul Getty, der als Alkoholiker und Drogensüchtiger beschrieben wurde, kümmerte sich nicht um das Familienunternehmen Getty Oil, was seinen Vater schwer enttäuschte. Im Jahr 1997 wurde John Paul Getty britischer Staatsbürger und Philanthrop.
Im Juli 1968 wurde der gemeinsame Sohn der beiden, Tara Gabriel Gramophone Galaxy Getty, geboren. 1999 wurde dieser irischer Staatsbürger und legte seinen dritten und vierten Vornamen ab. Er hat mit seiner Frau Jessica vier Kinder, darunter eine Tochter, die ebenfalls den Namen Talitha trägt.

## Tod
Im Frühjahr 1971 bat Talitha Getty ihren Mann um die Scheidung, nachdem sie jahrelang getrennt von ihm gelebt hatte. Paul Jr. beharrte jedoch darauf, dass er sie immer noch liebte, und bat sie, für eine Versöhnung nach Rom zu kommen. Ihre Anwälte rieten ihr, dass das Scheidungsverfahren einfacher wäre, wenn Talitha nachweisen könnte, dass sie versucht hatte, sich mit Paul zu versöhnen, und so flog sie am 9. Juli 1971 nach Rom. Sie wurde am 11. Juli in der Getty-Wohnung an der Piazza d'Aracoeli tot aufgefunden, vermutlich nach Einnahme einer Überdosis Heroin. In der Sterbeurkunde wurde jedoch als Todesursache ein Herzstillstand angegeben, und in ihrem Blut wurden hohe Mengen an Alkohol und Barbituraten gefunden. In der italienischen Presse wurden Spekulationen laut, dass Pauls fortgesetzter Heroinkonsum Talithas Rückfall verursacht hatte. Bei einer Autopsie, die acht Monate nach ihrem Tod durchgeführt wurde, wurden Spuren von Heroin in Talithas Körper gefunden, was jedoch nicht aussagekräftig war, da Heroin viele Monate im Körper verbleiben kann und daher bereits längere Zeit vor ihrem Tod konsumiert worden sein könnte. Im Januar 1973 kündigten die italienischen Behörden eine Untersuchung der Todesursache von Talitha an und forderten Paul Jr. auf, sich einer Befragung zu unterziehen. Getty befürchtete, dass sein fortgesetzter Drogenkonsum zu einer Verhaftung und strafrechtlichen Verfolgung führen würde, weshalb er im Februar aus Italien nach Großbritannien floh und nie wieder nach Rom zurückkehrte. (John Pearson (1995). Painfully Rich. Harper Collins. S. 154–155).

## Rezeption
Der Tod von Talitha Getty ist Thema des italienischen Politdramas Number One (1973). Der wegen seiner deutlichen Bezüge zum Fall Getty und dem Nachtclub „Number One“ aus der Öffentlichkeit verschwundene Film wurde 2021 restauriert und wieder aufgeführt. Der Tod von Talitha Pol dient als Auslöser für große Ermittlungen im Drogenhandel und Kunstraub im Umfeld des Nachtclubs. Talitha Gettys filmische Stellvertreterin „Deborah Garner“ wird von Josiane Tanzilli gespielt, John Paul Getty II in der Figur des „Teddy Garner Jr.“ von Paolo Malco.

## Filmografie (Auswahl)
- 1962: Village of Daughters
- 1964: The Comedy Man
- 1964: The Edgar Wallace Mystery Theatre (Fernsehserie, Folge 5x06 We Shall See)
- 1964: The System
- 1965: Eine Tür fällt zu (Return from the Ashes)
- 1968: Barbarella